# Ilion Lika
Ilion Lika (* 17. Mai 1980 in Tirana) ist ein albanischer ehemaliger Fußballspieler auf der Position des Torwarts.
Lika spielte bis 2007 bei KS Dinamo Tirana und anschließend für ein halbes Jahr bei KF Elbasani, bevor er zum tschetschenischen Klub Terek Grosny, der in der russischen Premjer-Liga antritt, wechselte. Anfang 2010 wechselte er nach einer Verletzung in sein Heimatland zu KS Vllaznia Shkodra zurück. Als dritter Torwart bestritt er für den Club aber nur ein einziges, wenig erfolgreiches Spiel. Bereits ab Februar 2010 spielte er für den Aufsteiger KS Kastrioti Kruja, und im Sommer wechselte er zum KF Tirana. Im Sommer wechselte er erneut für eine Saison zu Kastrioti Kruja und spiele die zweite Saison wieder bei Tirana. Für die Meisterschaft 2014/15 wechselte er zu KS Flamurtari Vlora. Seit 2016 ist er wieder in der Hauptstadt unter Vertrag.
Für die albanische Fußballnationalmannschaft kam Lika zu 14 Einsätzen. Wegen eines Achillessehnenrisses Anfang 2009 konnte er aber nicht mehr aufgeboten werden und gehört heute nicht mehr zum Kader.